# Lista municipiilor din Amazonas

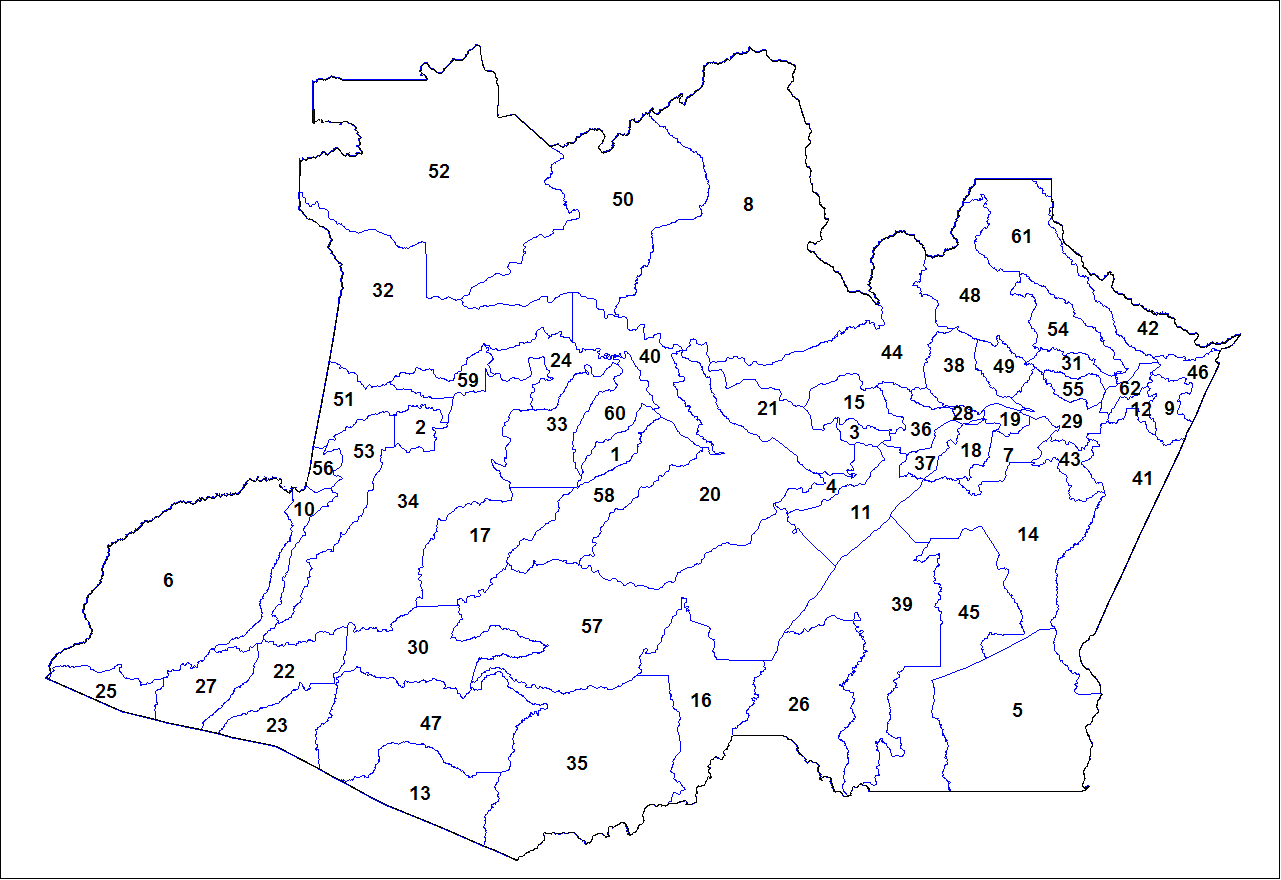
Municipiile din Amazonas, Brazilia

Aceasta este lista municipiilor din statul Amazonas (AM), Brazilia.
| Mezoregiune         | Microregiune     | #  | Municipiu                 |
| ------------------- | ---------------- | -- | ------------------------- |
| Centro Amazonense   | Coari            | 3  | Anamã                     |
| Centro Amazonense   | Coari            | 4  | Anori                     |
| Centro Amazonense   | Coari            | 11 | Beruri                    |
| Centro Amazonense   | Coari            | 15 | Caapiranga                |
| Centro Amazonense   | Coari            | 20 | Coari                     |
| Centro Amazonense   | Coari            | 21 | Codajás                   |
| Centro Amazonense   | Itacoatiara      | 29 | Itacoatiara               |
| Centro Amazonense   | Itacoatiara      | 31 | Itapiranga                |
| Centro Amazonense   | Itacoatiara      | 43 | Nova Olinda do Norte      |
| Centro Amazonense   | Itacoatiara      | 55 | Silves                    |
| Centro Amazonense   | Itacoatiara      | 62 | Urucurituba               |
| Centro Amazonense   | Manaus           | 7  | Autazes                   |
| Centro Amazonense   | Manaus           | 18 | Careiro                   |
| Centro Amazonense   | Manaus           | 19 | Careiro da Várzea         |
| Centro Amazonense   | Manaus           | 28 | Iranduba                  |
| Centro Amazonense   | Manaus           | 36 | Manacapuru                |
| Centro Amazonense   | Manaus           | 37 | Manaquiri                 |
| Centro Amazonense   | Manaus           | 38 | Manaus (State Capital)    |
| Centro Amazonense   | Parintins        | 9  | Barreirinha               |
| Centro Amazonense   | Parintins        | 12 | Boa Vista do Ramos        |
| Centro Amazonense   | Parintins        | 41 | Maués                     |
| Centro Amazonense   | Parintins        | 42 | Nhamundá                  |
| Centro Amazonense   | Parintins        | 46 | Parintins                 |
| Centro Amazonense   | Parintins        | 54 | São Sebastião do Uatumã   |
| Centro Amazonense   | Parintins        | 61 | Urucará                   |
| Centro Amazonense   | Rio Preto da Eva | 48 | Presidente Figueiredo     |
| Centro Amazonense   | Rio Preto da Eva | 49 | Rio Preto da Eva          |
| Centro Amazonense   | Tefe             | 1  | Alvarães                  |
| Centro Amazonense   | Tefe             | 58 | Tefé                      |
| Centro Amazonense   | Tefe             | 60 | Uarini                    |
| Norte Amazonense    | Japura           | 32 | Japurá                    |
| Norte Amazonense    | Japura           | 40 | Maraã                     |
| Norte Amazonense    | Rio Negro        | 8  | Barcelos                  |
| Norte Amazonense    | Rio Negro        | 44 | Novo Airão                |
| Norte Amazonense    | Rio Negro        | 50 | Santa Isabel do Rio Negro |
| Norte Amazonense    | Rio Negro        | 52 | São Gabriel da Cachoeira  |
| Sudoeste Amazonense | Alto Solimoes    | 2  | Amaturá                   |
| Sudoeste Amazonense | Alto Solimoes    | 6  | Atalaia do Norte          |
| Sudoeste Amazonense | Alto Solimoes    | 10 | Benjamin Constant         |
| Sudoeste Amazonense | Alto Solimoes    | 24 | Fonte Boa                 |
| Sudoeste Amazonense | Alto Solimoes    | 34 | Jutaí                     |
| Sudoeste Amazonense | Alto Solimoes    | 51 | Santo Antônio do Içá      |
| Sudoeste Amazonense | Alto Solimoes    | 53 | São Paulo de Olivença     |
| Sudoeste Amazonense | Alto Solimoes    | 56 | Tabatinga                 |
| Sudoeste Amazonense | Alto Solimoes    | 59 | Tonantins                 |
| Sudoeste Amazonense | Jurua            | 17 | Carauari                  |
| Sudoeste Amazonense | Jurua            | 22 | Eirunepé                  |
| Sudoeste Amazonense | Jurua            | 23 | Envira                    |
| Sudoeste Amazonense | Jurua            | 25 | Guajará                   |
| Sudoeste Amazonense | Jurua            | 27 | Ipixuna                   |
| Sudoeste Amazonense | Jurua            | 30 | Itamarati                 |
| Sudoeste Amazonense | Jurua            | 33 | Juruá                     |
| Sul Amazonense      | Boca do Acre     | 13 | Boca do Acre              |
| Sul Amazonense      | Boca do Acre     | 47 | Pauini                    |
| Sul Amazonense      | Madeira          | 5  | Apuí                      |
| Sul Amazonense      | Madeira          | 14 | Borba                     |
| Sul Amazonense      | Madeira          | 26 | Humaitá                   |
| Sul Amazonense      | Madeira          | 39 | Manicoré                  |
| Sul Amazonense      | Madeira          | 45 | Novo Aripuanã             |
| Sul Amazonense      | Purus            | 16 | Canutama                  |
| Sul Amazonense      | Purus            | 35 | Lábrea                    |
| Sul Amazonense      | Purus            | 57 | Tapauá                    |